# Луна Мийович
Луна Зимич Мийович (босн. Luna Zimić Mijović; нар.. 2 грудня 1991 року, Сараєво, Сараєвський кантон, Боснія і Герцеговина) — боснійська актриса.

## Біографія та кар'єра
Луна Мийович народилася 1991 року в Сараєво. Вона донька журналістів Властиміра Мийовича та Амри Зимич Мийович. У Луни є молодша сестра, яка народилася на два роки пізніше. У дитинстві Луна жила в Словенії та Росії. 2010 року Луна Мийович вступила на відділення підготовки кінорежисерів до Кіноакадемії в Сараєві. Провчивчшись два роки вона дізналася, що спеціальність неліцензована. А юридично вона була зарахована до закладу вищої освіти лише тоді, коли вже навчалася на другому курсі. Потім Луна Мийович вивчала порівняльну літературу в Сараєвському університеті.
Луна дебютувала у 13-річному віці у фільмі «Ґрбавіца» в ролі Сари в 2006 році. Фільмі отримав «Золотого ведмедя» в 2006 році. Пізніше вона знімалася в інших фільмах. Зокрема, в 2010 році вона знялася у фільмі «В дорозі», зігравши роль Дийі, а також наступного року «Драйлебен: щось краще, ніж смерть». Критики оцінили гру актриси, як чудову.
Також акторка знімалася у фільмах: «Подих» (2011), «Народжений двічі» (2012) та «Молодість» (2015). Крім боснійських, Луна Мийович грає також у німецьких, австрійських, французьких, італійських та хорватських фільмах.

## Фільмографія
| Рік  |   | Українська назва                    | Оригінальна назва               | Роль              |
| ---- | - | ----------------------------------- | ------------------------------- | ----------------- |
| 2006 | ф | Ґрбавіца                            | Grbavica                        | Сара              |
| 2010 | ф | У дорозі                            | Na putu                         | Дійяла            |
| 2010 | ф | Фантастичний цирк                   | Circus Fantasticus              | дочка             |
| 2011 | ф | Драйлебен: Щось краще, ніж смерть   | Dreileben                       | Ана               |
| 2011 | ф | Драйлебен II: Не ходи за мною       | Dreileben - Komm mir nicht nach | Ана               |
| 2011 | ф | Драйлебен III: Одна хвилина темряви | Dreileben - Eine Minute Dunkel  | Ана               |
| 2011 | ф | Дихання                             | Atmen                           | Мона              |
| 2012 | ф | Нік                                 | Nick                            | Кріс              |
| 2012 | ф | Народжений двічі                    | Venuto al mondo                 | Данка             |
| 2013 | ф | Країна мрій                         | Traumland                       | Мія               |
| 2015 | ф | Юність                              | La giovinezza / Youth           | молода масажистка |
| 2016 | ф | Смерть у Сараєві                    | Smrt u Sarajevu                 | Таємниця          |
| 2017 | ф | Тигрове молоко                      | Tigermilch                      | Ясна Бегович      |
| 2020 | ф | Куди ти йдеш, Аїдо?                 | Quo Vadis, Aida?                | Лойла             |